# 博多華丸・大吉のピンチで生き残る知恵セブン
『博多華丸・大吉のピンチで生き残る知恵セブン』（はかたはなまる・だいきちのピンチでいきのこるちえセブン）は、RKB毎日放送の制作により、TBS系列で2019年から2021年まで放送されていたバラエティ防災特別番組であり、博多華丸・大吉の冠番組である。

## 概要
本番組では9月を防災月間として、「もしも」といった災害時の備えを紹介していくといった内容である。なお、「知恵セブン」は本番組に出演する元自衛官、水害研究スペシャリスト、防災アドバイザー、消防、医療、栄養、防災食の達人ら、7つの賢者を意味する。

## MC
- 博多華丸・大吉（博多華丸、博多大吉）

## 放送日
放送時間はいずれも9月第3月曜日（敬老の日）の9:55 - 10:50（JST）。
| 放送回 | タイトル                                      | 放送日        | ゲスト | 備考     | 出典        |
| ------ | --------------------------------------------- | ------------- | --- | -------- | ----------- |
| 1      | 博多華丸・大吉のピンチで生き残る知恵セブン    | 2019年9月16日 | スタジオゲスト：川島明（麒麟）、粟野咲莉、安めぐみ アシスタント：藤井サチ リポーター：田村裕（麒麟）、マサル                                                  | [ 注 2 ] | [ 2 ] [ 4 ] |
| 2      | 博多華丸・大吉のピンチで生き残る”知恵セブン”2 | 2020年9月21日 | 進行：枡田絵理奈 スタジオゲスト：川島明（麒麟）、夏菜 ロケリポーター：大山英雄、白鳥玉季、すゑひろがりず、藤井サチ、マサル                                    | [ 注 3 ] | [ 3 ] [ 5 ] |
| 3      | 博多華丸・大吉のピンチで生き残る”知恵セブン”3 | 2021年9月20日 | スタジオゲスト：川島明（麒麟）、村上知子（森三中）、横山由依（AKB48）、かじがや卓哉 VTRゲスト：田村裕（麒麟）、隅田美保、ノッチ（デンジャラス）、ワラバランス | [ 注 4 ] | [ 6 ] [ 7 ] |

## スタッフ
- ナレーション：浜田治貴、永田亮子
- 構成：たむらようこ、高野健生、新垣瀬梨菜
- 撮影：堀内昭彦
- 音声：宮田伸行
- 映像：宮﨑祐人
- 編集：宮崎章司
- MA：降簱直人
- TK：後藤有紀
- 音響効果：太田光則
- 技術協力：ティ・ピー・ブレーン、ENDLESS、ヌーベルアージュ、TIMELY、ビーボ
- 美術協力：ジバ総合美術工房
- 美術プロデューサー：植松淳
- 協力：関西大学環境都市工学部、日本AED財団、石垣秦輔
- 編成：梶井正人
- 宣伝：榎木慶子、本松真弓
- デスク：福田あつみ、阿部美由紀
- AD：高倉大真、浅野紘也、佐野勇樹、松本誠、伊藤さやか、金丸大輔
- AP：藤原真美
- ディレクター：樽見近工、布施美那、岡部剛、井上亮
- 演出：岸憲人、元藤稔
- プロデューサー：齋藤智礼、川島典子
- 総合演出：千葉隆弥
- チーフプロデューサー：松村恵里子
- 制作協力：ダイナマイトレボリューションカンパニー、メディア・バスターズ
- 製作著作：RKB毎日放送